# Krimpenerwaard
Krimpenerwaard és un municipi de la província d'Holanda del Sud, al sud dels Països Baixos. Està situat just al sud de Gouda i a l'est de la conurbació de Rotterdam. Limita al nord amb el riu Hollandse IJssel i al sud pel riu Lek.
Es va crear l'1 de gener de 2015 amb la fusió dels antics municipis de Nederlek, Ouderkerk, Bergambacht, Vlist i Schoonhoven.

## Centres de població
Schoonhoven, Bergambacht, Stolwijk, Ammerstol, Haastrecht, Berkenwoude, Lekkerkerk, Krimpen aan de Lek, Vlist, Gouderak i Ouderkerk aan den IJssel.